# Dobrska Župa
Dobrska Župa este un sat din comuna Cetinje, Muntenegru. Conform datelor de la recensământul din 2003, localitatea are 51 de locuitori (la recensământul din 1991 erau 77 de locuitori).

## Demografie
În satul Dobrska Župa locuiesc 43 de persoane adulte, iar vârsta medie a populației este de 53,0 de ani (50,3 la bărbați și 54,5 la femei). În localitate sunt 21 de gospodării, iar numărul mediu de membri în gospodărie este de 2,43.
|  |

| Demografie | Demografie | Demografie |
| An         | Locuitori  | Locuitori  |
| ---------- | ---------- | ---------- |
|            |            |            |
|            |            |            |
|            |            |            |
|            |            |            |
| 1948       | 198        |            |
| 1953       | 191        |            |
| 1961       | 145        |            |
| 1971       | 121        |            |
| 1981       | 87         |            |
| 1991       | 77         | 77         |
| 2003       | 56         | 51         |

| \| Componența etnică conform recensământului din 2003[2] \| Componența etnică conform recensământului din 2003[2] \| Componența etnică conform recensământului din 2003[2] \| Componența etnică conform recensământului din 2003[2] \| Componența etnică conform recensământului din 2003[2] \| \| ----------------------------------------------------- \| ----------------------------------------------------- \| ----------------------------------------------------- \| ----------------------------------------------------- \| ----------------------------------------------------- \| \| \| \| \| \| \| \| Muntenegreni \| Muntenegreni \| \| 45 \| 88,23% \| \| Sârbi \| Sârbi \| \| 3 \| 5,88% \| \| necunoscută \| necunoscută \| \| 0 \| 0% \| |              |  |    |        |
| Componența etnică conform recensământului din 2003 |              |  |    |        |
| |              |  |    |        |
| Muntenegreni | Muntenegreni |  | 45 | 88,23% |
| Sârbi | Sârbi        |  | 3  | 5,88%  |
| necunoscută | necunoscută  |  | 0  | 0%     |